# Rally de Portugal
Rally de Portugal är Portugals största rallytävling som arrangerats sedan 1967 och numera ingår i Rally-VM (WRC). 
Tävlingen ingick först i Rally-VM 1973, under mästerskapets första år. Därefter var tävlingen en regelbunden deltävling i Rally-VM under 29 år, fram till 2001. 
Efter fem års frånvaro ingick tävlingen åter i Rally-VM 2007. År 2008 ingick tävlingen istället i Intercontinental Rally Challenge, men var tillbaka på VM-kalendern 2009 och har varit med varje säsong sedan dess. 
Traditionellt sett har rallyt haft sin bas i Matosinhos i Porto i norra Portugal. Efter att tävlingen släppts från VM-kalendern 2002, flyttades rallyt till Faro på Algarvekusten i södra Portugal inför återinförandet i Rally-VM 2007.  
Inför 2015 flyttades tävlingen tillbaka till sin ursprungliga bas i Matosinhos, Porto och har körts i området sedan dess. 

## Vinnare
| År           | Förare                                 | Kartläsare                             | Bil                                    |
| ------------ | -------------------------------------- | -------------------------------------- | -------------------------------------- |
| 1967 (ej VM) | Carpinteiro Albino                     | Silva Pereira                          | Renault 8 Gordini                      |
| 1968 (ej VM) | Tony Fall                              | R. Cellin                              | Lancia Fulvia HF                       |
| 1969 (ej VM) | Francisco Romãozinho                   | “Jocames”                              | Citroën DS                             |
| 1970 (ej VM) | Simo Lampinen                          | John Davenport                         | Lancia Fulvia HF                       |
| 1971 (ej VM) | Jean-Pierre Nicolas                    | Jean Todt                              | Alpine A110                            |
| 1972 (ej VM) | Achim Warmbold                         | John Davenport                         | BMW 2002 Ti                            |
| 1973         | Jean-Luc Thérier                       | Jacques Jaubert                        | Alpine A110 1800                       |
| 1974         | Raffaele Pinto                         | Arnaldo Bernacchini                    | Fiat 124 Abarth Spider                 |
| 1975         | Markku Alén                            | Ilka Kivimäki                          | Fiat 124 Abarth Spider                 |
| 1976         | Sandro Munari                          | Silvio Maiga                           | Lancia Stratos HF                      |
| 1977         | Markku Alén                            | Ilka Kivimäki                          | Fiat 131 Abarth                        |
| 1978         | Markku Alén                            | Ilka Kivimäki                          | Fiat 131 Abarth                        |
| 1979         | Hannu Mikkola                          | Arne Hertz                             | Ford Escort RS1800                     |
| 1980         | Walter Röhrl                           | Christian Geistdörfer                  | Fiat 131 Abarth                        |
| 1981         | Markku Alén                            | Ilka Kivimäki                          | Fiat 131 Abarth                        |
| 1982         | Michèle Mouton                         | Fabrizia Pons                          | Audi Quattro                           |
| 1983         | Hannu Mikkola                          | Arne Hertz                             | Audi quattro A1                        |
| 1984         | Hannu Mikkola                          | Arne Hertz                             | Audi quattro A2                        |
| 1985         | Timo Salonen                           | Seppo Harjanne                         | Peugeot 205 Turbo 16                   |
| 1986         | Joaquim Moutinho                       | Edgar Fortes                           | Renault 5 Turbo                        |
| 1987         | Markku Alén                            | Ilka Kivimäki                          | Lancia Delta HF 4WD                    |
| 1988         | Massimo Biasion                        | Carlo Cassina                          | Lancia Delta Integrale                 |
| 1989         | Massimo Biasion                        | Tiziano Siviero                        | Lancia Delta Integrale                 |
| 1990         | Massimo Biasion                        | Tiziano Siviero                        | Lancia Delta HF Integrale 16v          |
| 1991         | Carlos Sainz                           | Luís Moya                              | Toyota Celica GT-4 (ST165)             |
| 1992         | Juha Kankkunen                         | Juha Piironen                          | Lancia Delta HF Integrale              |
| 1993         | François Delecour                      | Daniel Grataloup                       | Ford Escort RS Cosworth                |
| 1994         | Juha Kankkunen                         | Juha Piironen                          | Toyota Celica Turbo 4WD (ST185)        |
| 1995         | Carlos Sainz                           | Luís Moya                              | Subaru Impreza 555                     |
| 1996         | Rui Madeira                            | Nuno da Silva                          | Toyota Celica GT-4                     |
| 1997         | Tommi Mäkinen                          | Seppo Harjanne                         | Mitsubishi Lancer Evolution IV         |
| 1998         | Colin McRae                            | Nicky Grist                            | Subaru Impreza WRC 98                  |
| 1999         | Colin McRae                            | Nicky Grist                            | Ford Focus WRC                         |
| 2000         | Richard Burns                          | Robert Reid                            | Subaru Impreza WRC 2000                |
| 2001         | Tommi Mäkinen                          | Risto Mannisenmäki                     | Mitsubishi Lancer Evolution 6.5        |
| 2002 (ej VM) | Didier Auriol                          | Thierry Barjou                         | Toyota Corolla WRC                     |
| 2003 (ej VM) | Armindo Araújo                         | Miguel Ramalho                         | Citroën Saxo Kit Car                   |
| 2004 (ej VM) | Armindo Araújo                         | Miguel Ramalho                         | Citroën Saxo Kit Car                   |
| 2005 (ej VM) | Daniel Carlsson                        | Mattias Andersson                      | Subaru Impreza WRX                     |
| 2006 (ej VM) | Armindo Araújo                         | Miguel Ramalho                         | Mitsubishi Lancer Evo 8                |
| 2007         | Sébastien Loeb                         | Daniel Elena                           | Citroën C4 WRC                         |
| 2008 (ej VM) | Luca Rossetti                          | Matteo Chiarcossi                      | Peugeot 207 S2000                      |
| 2009         | Sébastien Loeb                         | Daniel Elena                           | Citroën C4 WRC                         |
| 2010         | Sébastien Ogier                        | Julien Ingrassia                       | Citroën C4 WRC                         |
| 2011         | Sébastien Ogier                        | Julien Ingrassia                       | Citroën DS3 WRC                        |
| 2012         | Mads Østberg                           | Jonas Andersson                        | Ford Fiesta RS WRC                     |
| 2013         | Sébastien Ogier                        | Julien Ingrassia                       | Volkswagen Polo R WRC                  |
| 2014         | Sébastien Ogier                        | Julien Ingrassia                       | Volkswagen Polo R WRC                  |
| 2015         | Jari-Matti Latvala                     | Miikka Anttila                         | Volkswagen Polo R WRC                  |
| 2016         | Kris Meeke                             | Paul Nagle                             | Citroën DS3 WRC                        |
| 2017         | Sebastien Ogier                        | Julien Ingrassia                       | Ford Fiesta WRC                        |
| 2018         | Thierry Neuville                       | Nicolas Gilsoul                        | Hyundai i20 WRC                        |
| 2019         | Ott Tänak                              | Martin Järveoja                        | Toyota Yaris WRC                       |
| 2020         | Inställd på grund av covid-19-pandemin | Inställd på grund av covid-19-pandemin | Inställd på grund av covid-19-pandemin |
| 2021         | Elfyn Evans                            | Scott Martin                           | Toyota Yaris WRC                       |
| 2022         | Kalle Rovanperä                        | Jonne Haltunen                         | Toyota GR Yaris Rally1                 |
| 2023         | Kalle Rovanperä                        | Jonne Haltunen                         | Toyota GR Yaris Rally1                 |
| 2024         | Sebastien Ogier                        | Vincent Landais                        | Toyota GR Yaris Rally1                 |